# Bochum Welt
Bochum Welt (* 1975 oder 1976 als Gianluigi Di Costanzo) ist ein italienischer Musiker im Bereich der elektronischen Musik.

## Leben
Di Costanzo stammt aus Mailand. 
Ab den 1990er Jahren arbeitete Di Costanzo für Thomas Dolbys Headspace Inc. Später war er bei Moog Music beschäftigt und setzte unter anderem Projekte für Vodafone, Nokia und Apple um.
Seit Mitte der 1990er Jahre produziert er seine eigene Musik. Er ist bei Aphex Twins Plattenlabel Rephlex Records unter Vertrag. Sein eigenes Plattenlabel Krommode stellte er 1995 nach wenigen Releases wieder ein.
Zu seinen Einflüssen zählt Di Costanzo Pioniere der elektronischen Musik wie Ralf Hütter, Florian Schneider, Brian Eno und Ryūichi Sakamoto und vor allem Aphex Twin.

## Diskografie
Alben
- 1996: Module 2  (Rephlex Records)
- 1998: Module 2 + Desktop Robotics  (Sony Music)
- 2004: Kissing A Robot Goodbye  (Device)
- 2005: Elan  (Fuzzy Box)
- 2008: R.O.B. – Robotic Operating Buddy (Rephlex Records)
- 2013: Good Programs (To Be Coloured In Yellow)  (Rephlex)
- 2017: April  (!K7 Records)
- 2019: Seafire  (Central Processing Unit)

Singles und EPs
- 1994: JX 1 (mit Xyrex F; Trance Communications Records)
- 1994: Scharlach Eingang (Rephlex Records)
- 1995: Phial EP (Axodya)
- 1995: Telestatt (Trance Communications Records)
- 1995: Les Dances D' Été (Kromode Records)
- 1997: Desktop Robotics (Rephlex Records)
- 1997: Feelings On A Screen (Rephlex Records)
- 1997: Like-A-Tim Remixes (mit Cylob und DMX Krew; Rephlex Records)
- 1998: Program 11 (Elypsia)
- 1999: Martians and Spaceships! (Fuzzy Box)
- 2001: Eldar (mit The Modernist; Art Of Perception)
- 2001: Fashion (Hymen Records)
- 2002: Quadscreen (mit Portamento; Forte Records)
- 2007: Robotic Operating Buddy (Rephlex Records)